# Kurrent

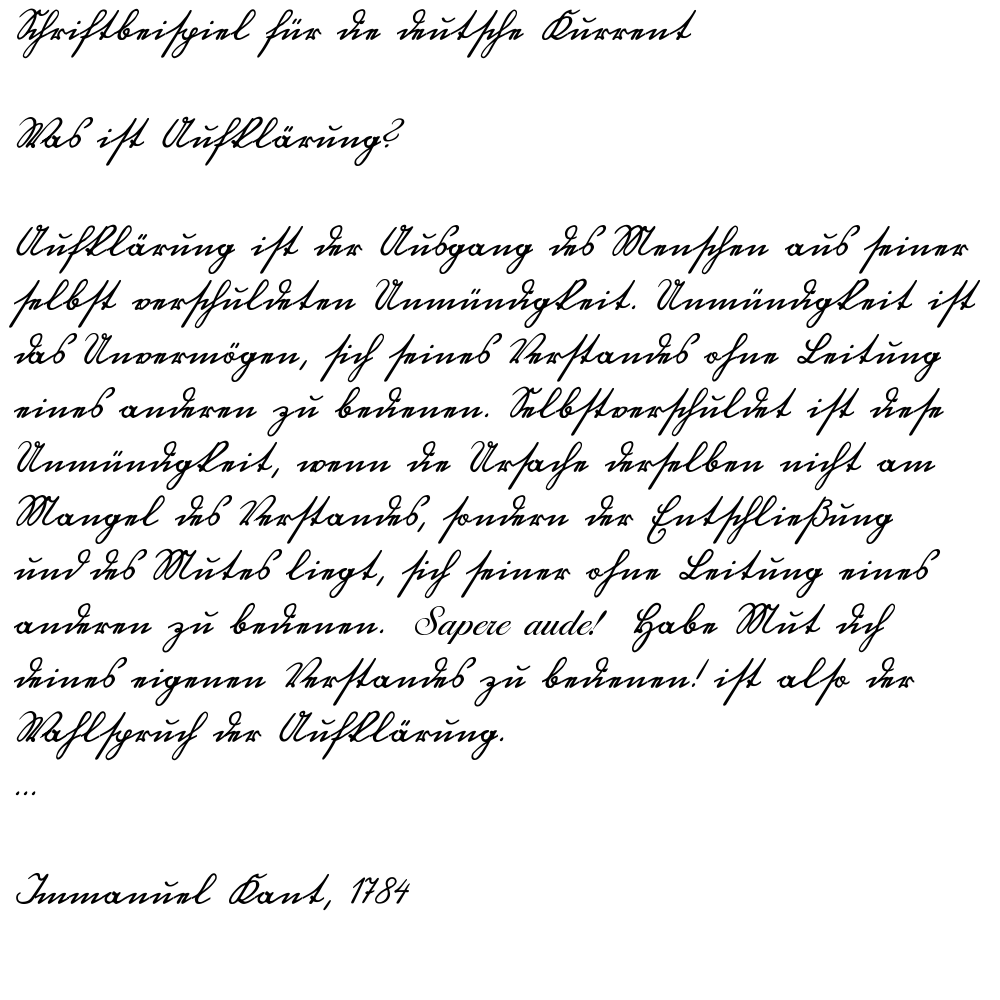
Esempio di scrittura kurrent tedesca a mano

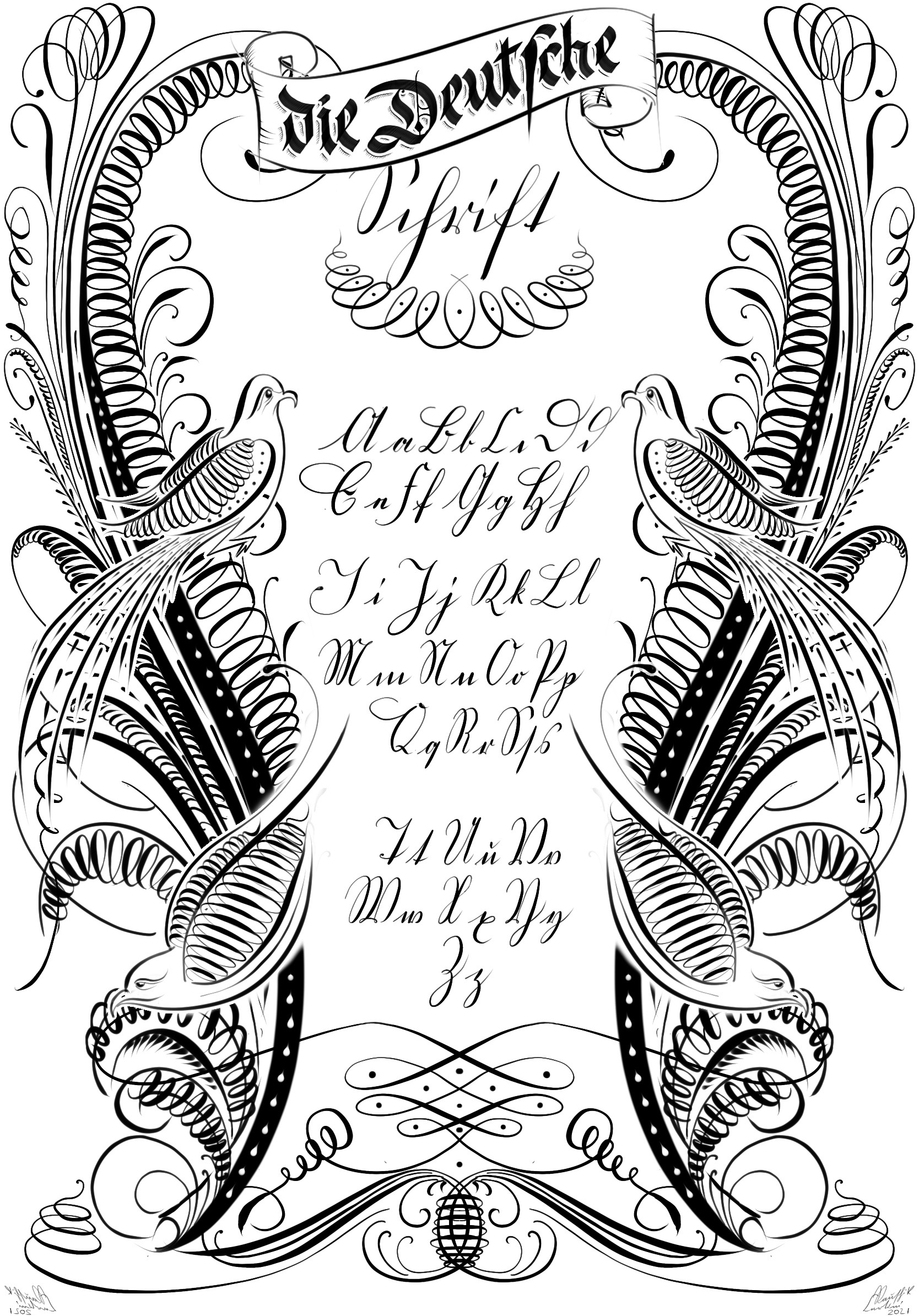
Tavola d'esempio di Kurrentschrift eseguita da Kaushik Carlini, 2021

Kurrent /kʊˈʁɛnt/ è un'antica forma di scrittura manuale corsiva tedesca basata sulla corsiva gotica. Il nome completo è Kurrentschrift, oppure alte deutsche Schrift (vecchia scrittura tedesca). Una forma molto conosciuta, sebbene tarda, è la Sütterlin.

## Esempi

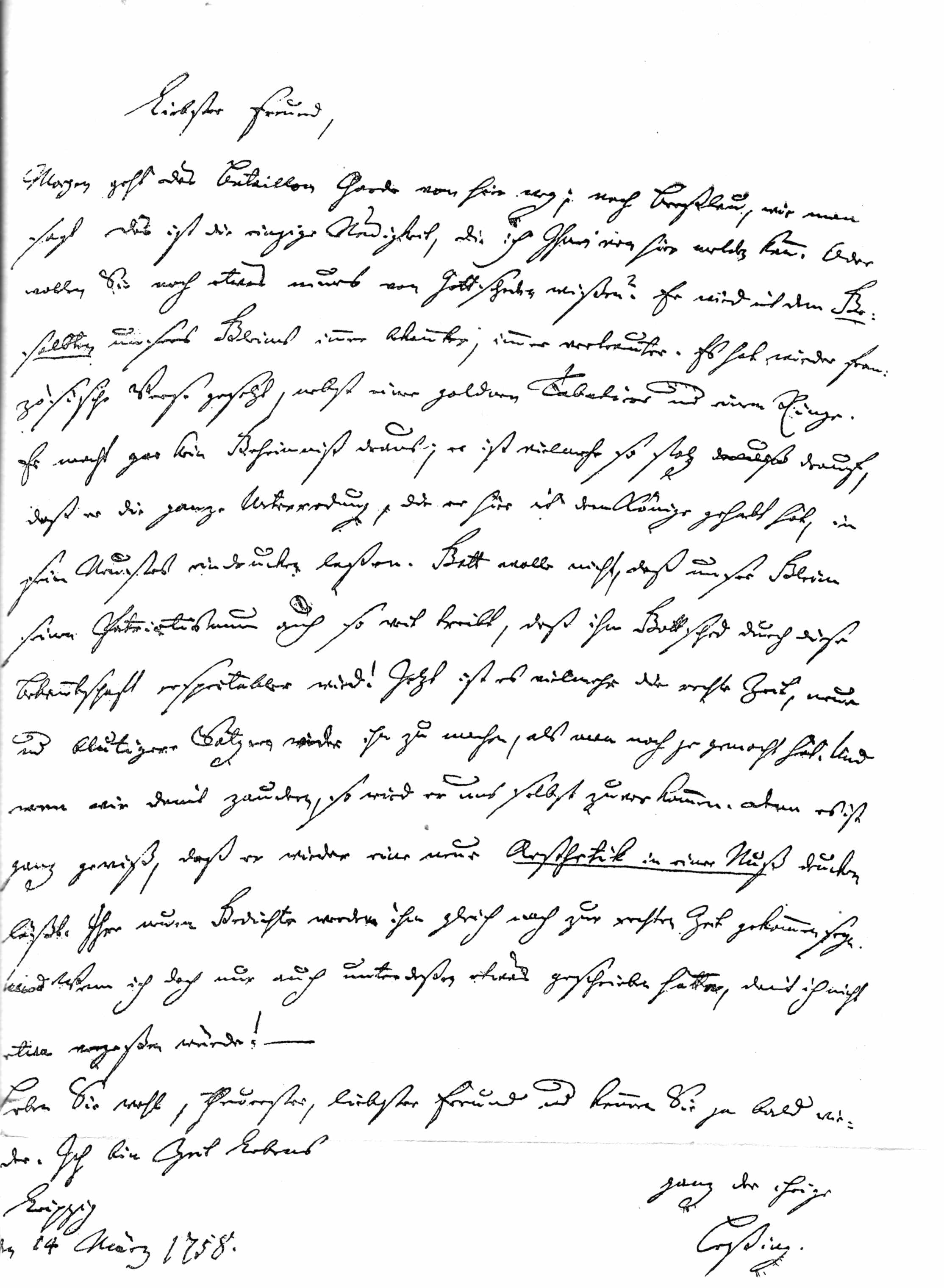
Lettera di Lessing a Kleist, 14 marzo 1758
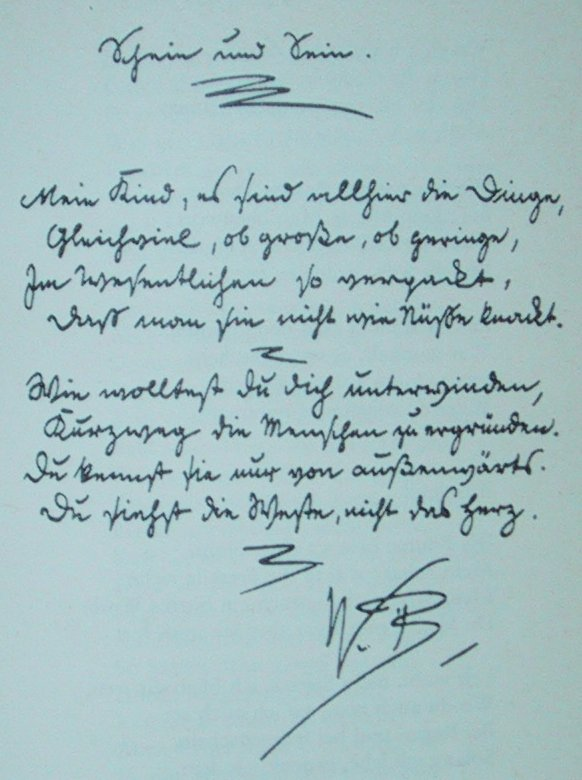
Manoscritto di Wilhelm Busch (senza data, fine XIX secolo)
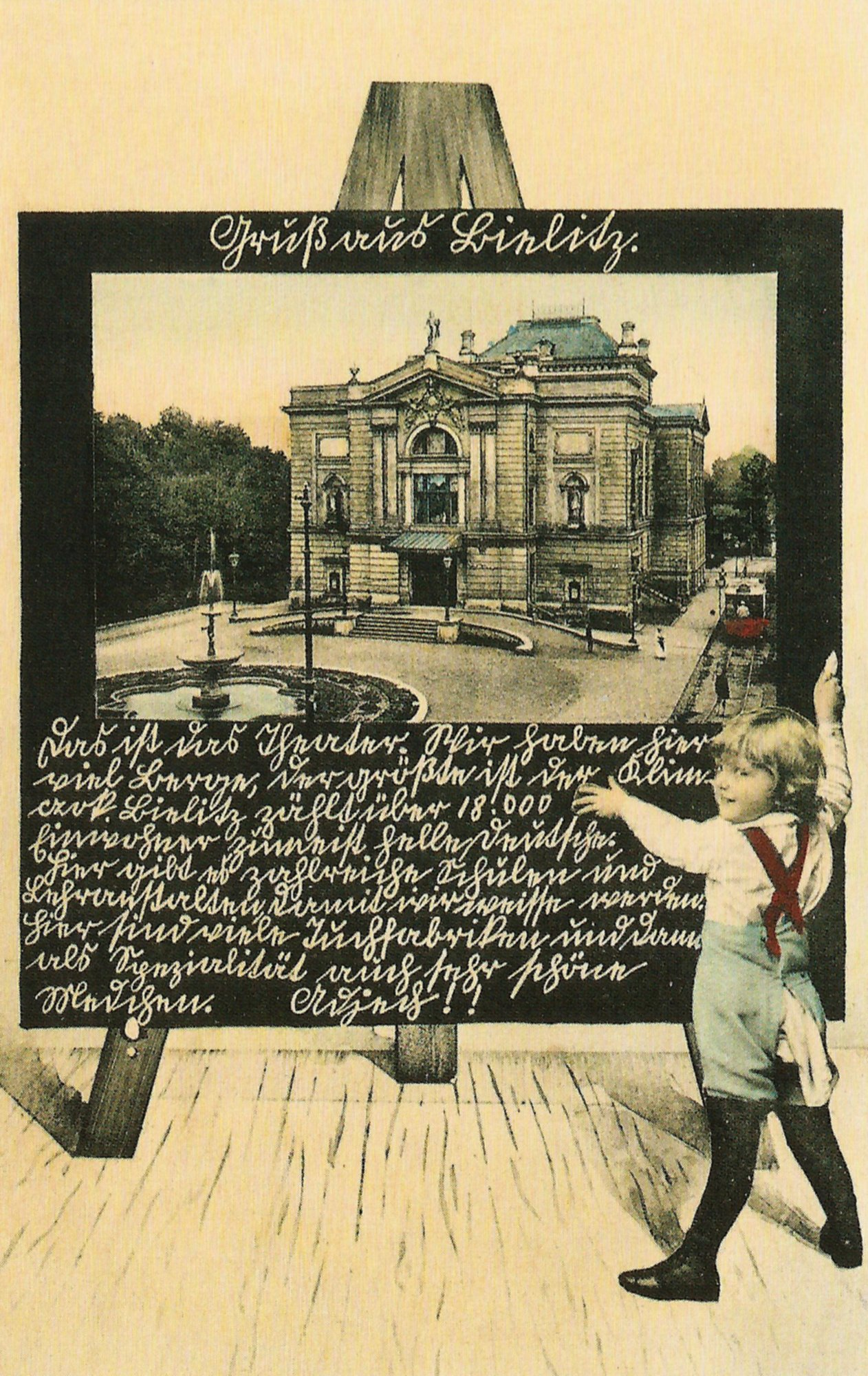
Esempio tratto da un libro pubblicato nel 1905
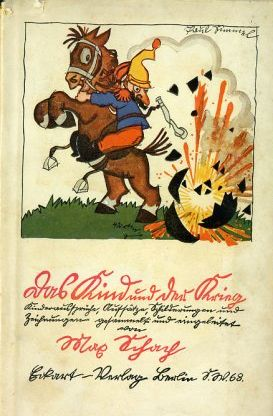
Manoscritto Kurrent utilizzato per il testo in un libro per bambini del 1916
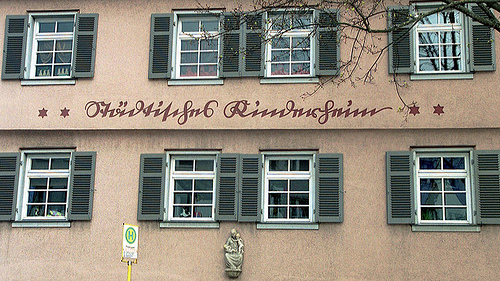
Segnaletica su una casa comunale per bambini (Städtisches Kinderheim) a Esslingen am Neckar nel 2006
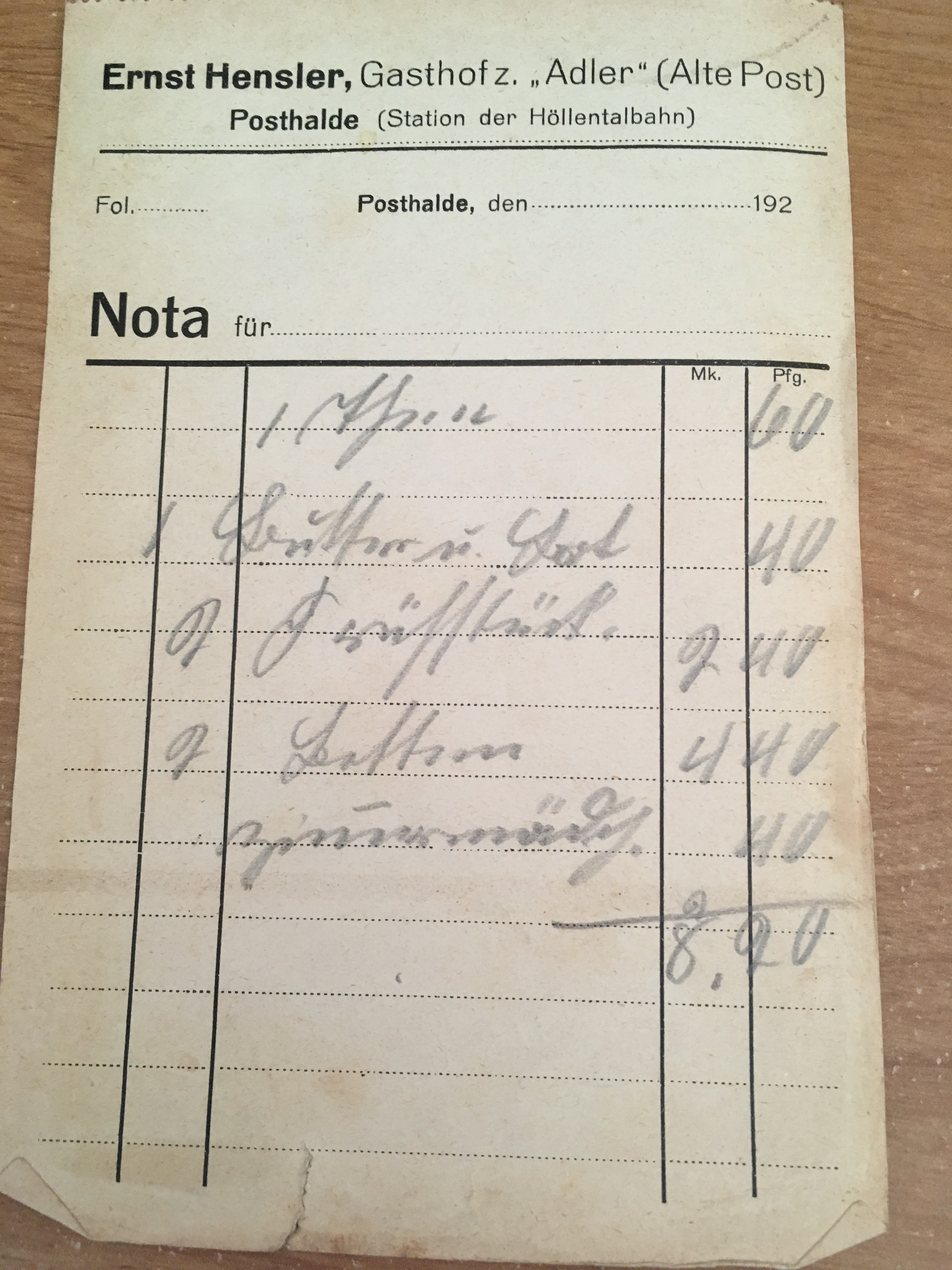
Un ordine scritto a mano da un ristorante a Kurrent degli anni '20
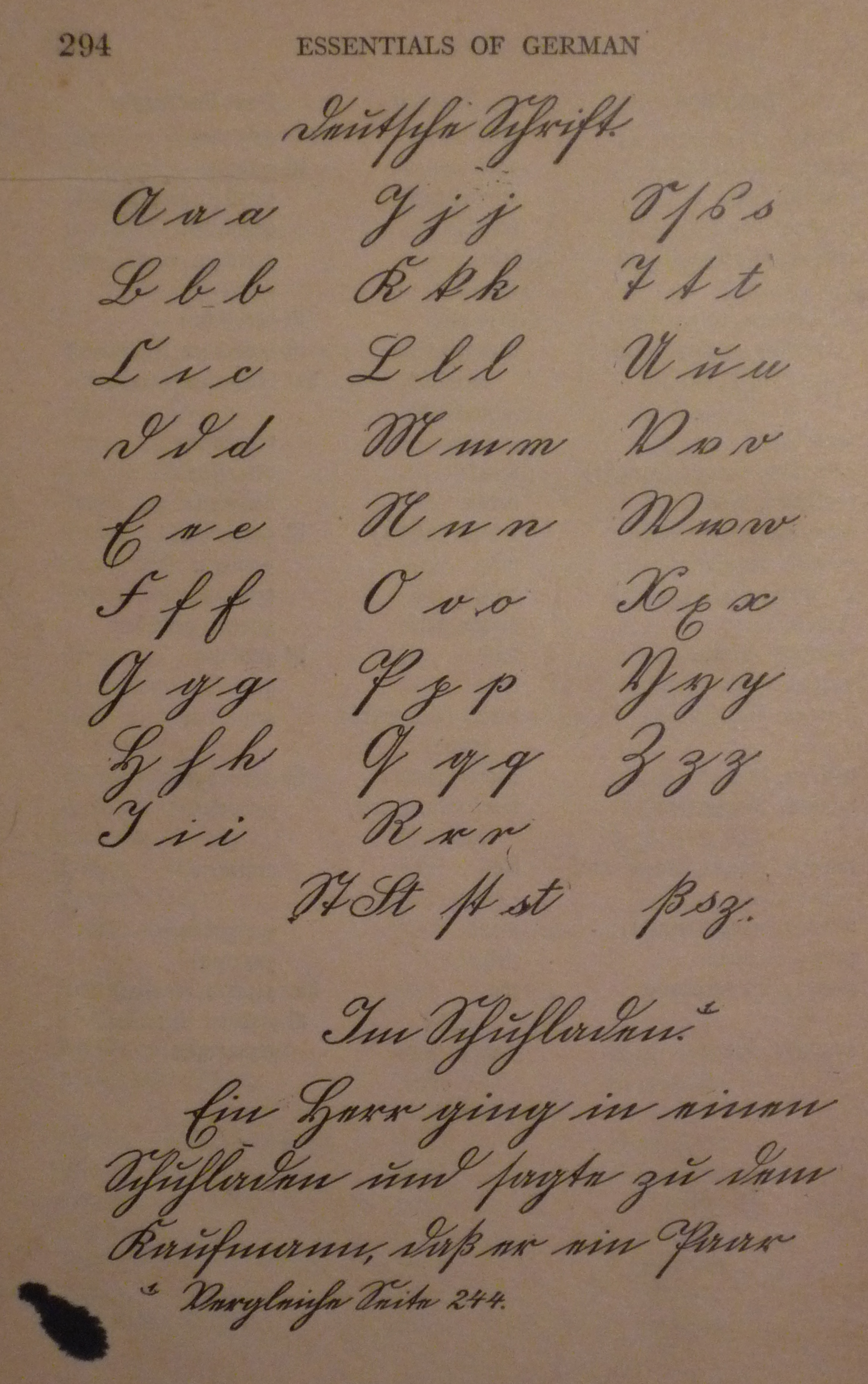
Alfabeto Kurrent da un manuale del 1903–14 sul tedesco, le 26 lettere, le legature, l'inizio del testo di esempio
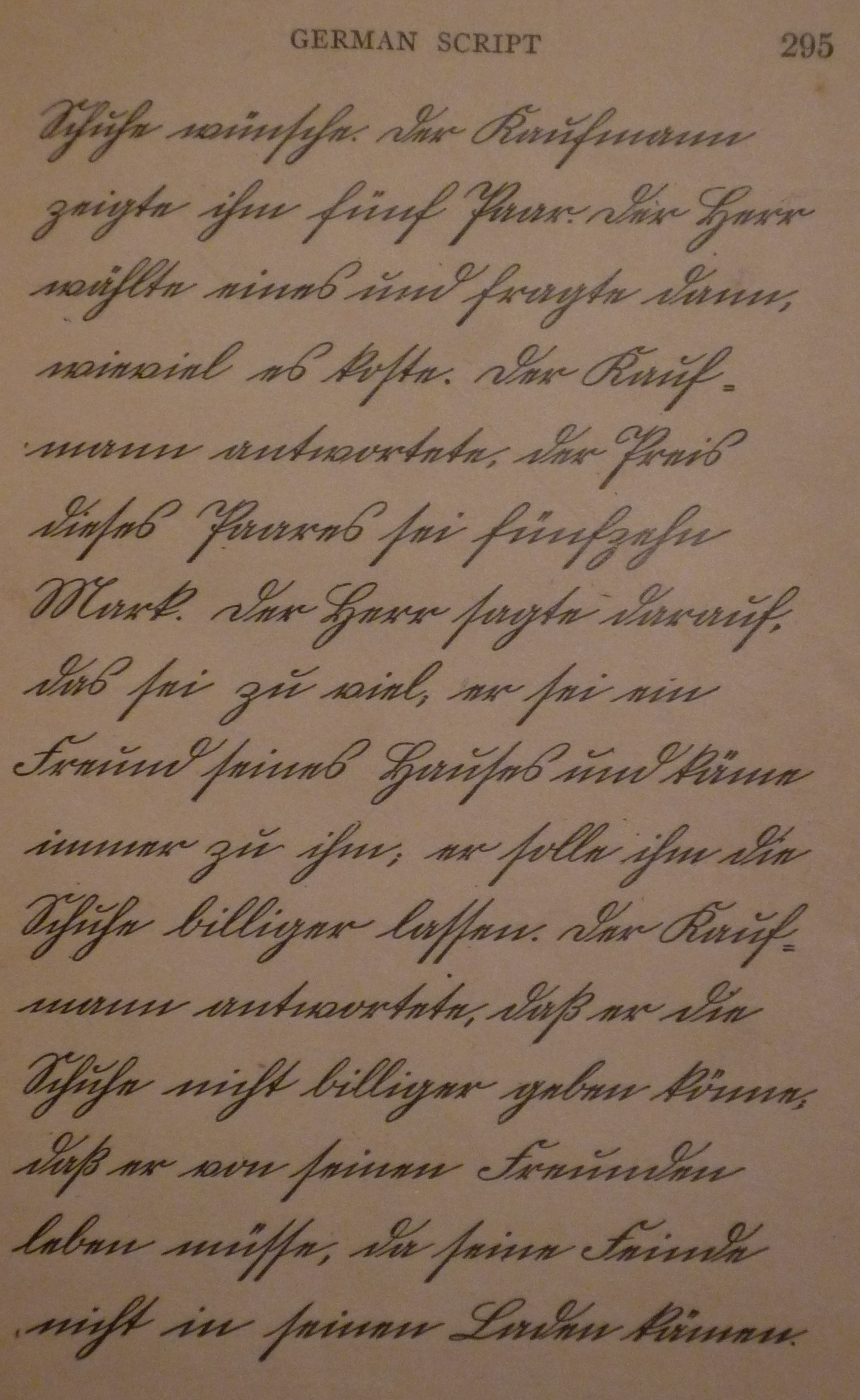
Manoscritto Kurrent da un manuale di istruzioni del 1903–14 sul tedesco, il resto del testo di esempio
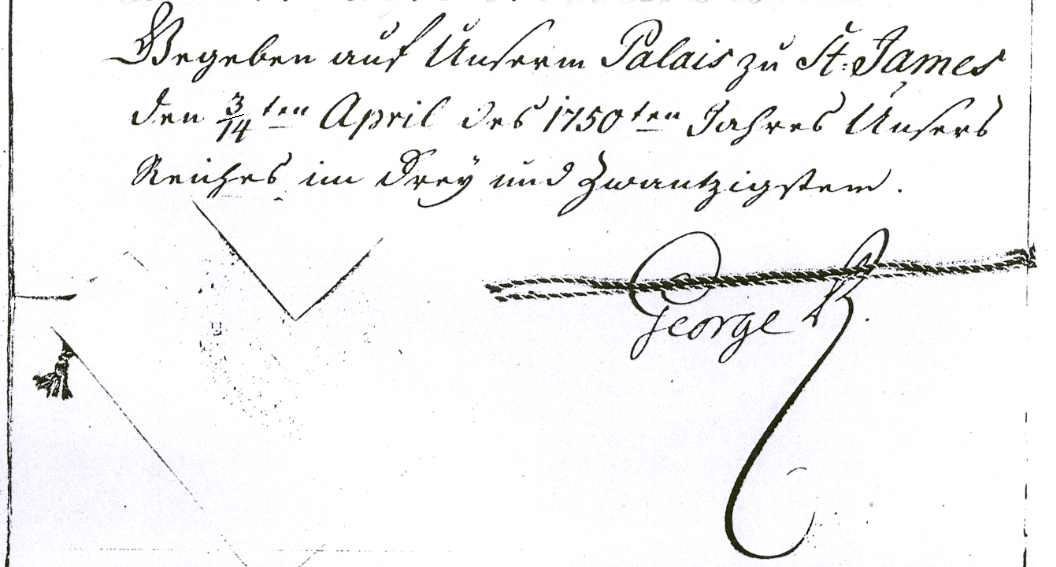
Ultimo paragrafo di un contratto tedesco del 1750 firmato da Giorgio II, re di Gran Bretagna ed elettore di Hannover. Contiene una miscela di caratteri Kurrent per le parole tedesche e "caratteri latini" per le parole inglese e francese.
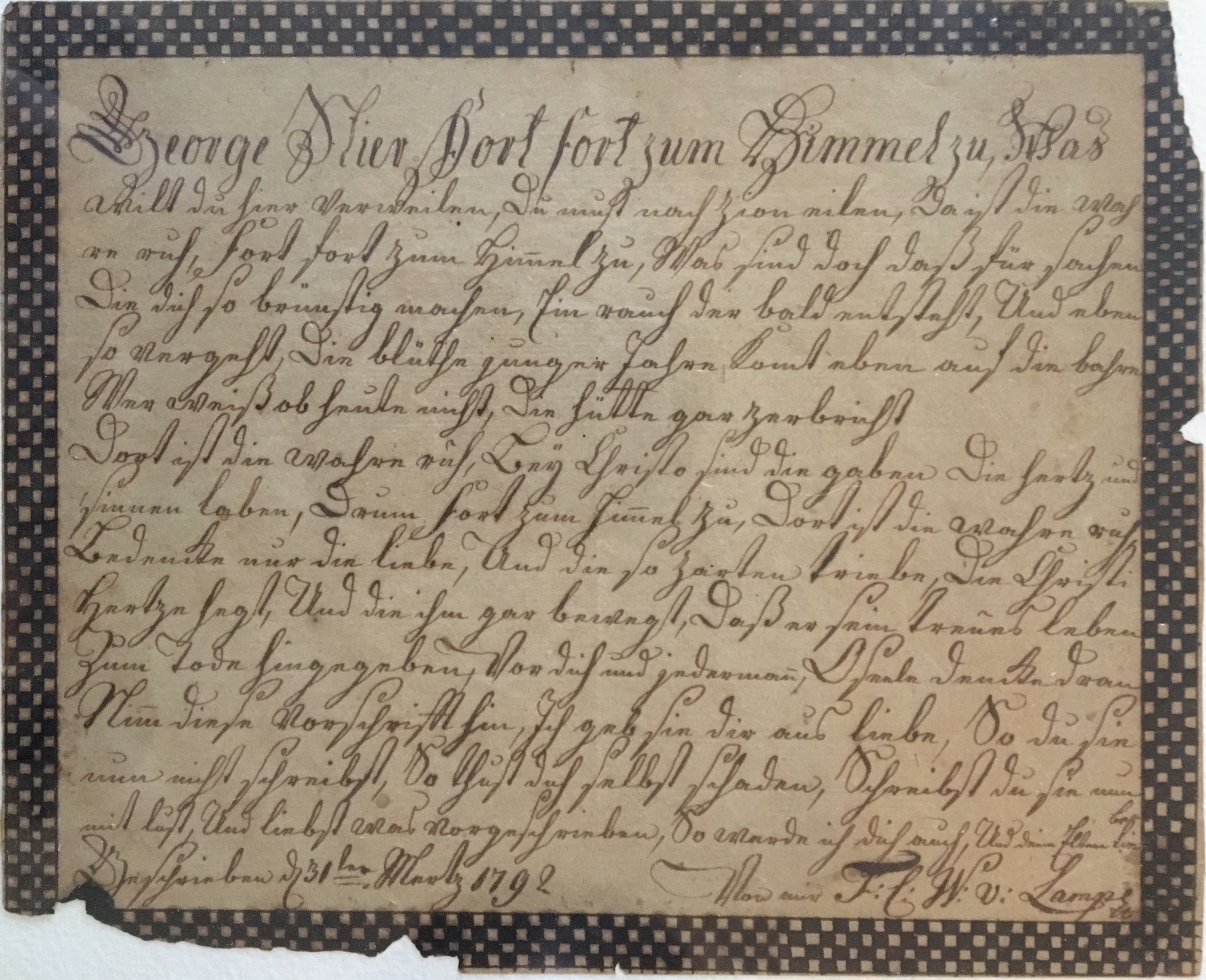
Lettera manoscritta 1792